# Круто
Круто (Крутой, Круко, Cruco, Kruto, Крук; убит в 1093) — славянский князь бодричей (Вендской державы) в Вагрии.

## Биография

### Избрание и борьба с Бутуем
После убийства язычниками христианского князя Готшалка из династии Наконидов в 1066 году претензии на наследование трона выдвинул его сын Бутуй. Но, по словам Гельмонда, лица, которые убили его отца, боясь, чтобы сын не стал когда-нибудь мстителем за смерть его, подстрекали народ к восстанию, говоря: «Не он должен господствовать над нами, но Крут, сын Грина».
В 1066 году Крутой из руян был избран князем бодричей. Сыновья Готшалка бежали: Генрих в Данию, а Бутуй в Саксонию.
Магнус Саксонский оказывал помощь Бутую, в ответ славяне Крутого совершали опустошительные набеги в Нордальбингию (нем. Nordalbingien). 8 августа 1071 года Бутуй, вторгшись во владения Крутого во главе 600 воинов, попал в ловушку у Плёна и погиб.
После этого Крутой стал единовластным правителем бодричей. Кроме того, он покорил Нордальбингию и разрушил в 1072 году Гамбург.

### Борьба с Генрихом и гибель
Около 1093 года Генрих набрал большой флот и совершил несколько опустошительных набегов на Старград (ныне Ольденбург в Гольштейне). Крутой вынужден был разрешить Генриху вернуться в славянскую землю. По словам Гельмонда, Крутой планировал хитростью убить Генриха, и лишь вмешательство жены Крутого Славины этому помешало.
Вступив в соглашение со Славиной, Генрих позвал Крутого на пир. После пира дан из свиты Генриха отрубил опьяневшему старому князю голову.
Генрих, сын Готшалка, вступил в брак со вдовой Крутого.